# Diocesi di Santo Amaro
La diocesi di Santo Amaro (in latino: Dioecesis Sancti Mauri) è una sede della Chiesa cattolica in Brasile suffraganea dell'arcidiocesi di San Paolo. Nel 2022 contava 2.619.219 battezzati su 3.179.000 abitanti. È retta dal vescovo Giuseppe Negri, P.I.M.E.

## Territorio
La diocesi comprende la parte meridionale del comune di San Paolo, in Brasile.
La sede vescovile è nel quartiere Santo Amaro, dove si trova la cattedrale di San Mauro.
Il territorio si estende su 563 km² ed è suddiviso in 111 parrocchie, raggruppate in 11 settori: Cupecê, Grajaú, Interlagos, Jordanópolis, Parelheiros, Pedreira, Sabará, Santa Catarina, Santo Amaro, Varginha e Veleiros.

## Storia
La diocesi è stata eretta il 15 marzo 1989 con la bolla Ea in regione di papa Giovanni Paolo II, ricavandone il territorio dall'arcidiocesi di San Paolo.

## Cronotassi dei vescovi
Si omettono i periodi di sede vacante non superiori ai 2 anni o non storicamente accertati.
- Fernando Antônio Figueiredo, O.F.M. (15 marzo 1989 - 2 dicembre 2015 ritirato)
- Giuseppe Negri, P.I.M.E., succeduto il 2 dicembre 2015

## Statistiche
La diocesi nel 2022 su una popolazione di 3.179.000 persone contava 2.619.219 battezzati, corrispondenti all'82,4% del totale.
| anno | popolazione | popolazione | popolazione | presbiteri | presbiteri | presbiteri | presbiteri                | diaconi | religiosi | religiosi | parrocchie |
| anno | battezzati  | totale      | %           | numero     | secolari   | regolari   | battezzati per presbitero | diaconi | uomini    | donne     | parrocchie |
| ---- | ----------- | ----------- | ----------- | ---------- | ---------- | ---------- | ------------------------- | ------- | --------- | --------- | ---------- |
| 1990 | 1.162.000   | 2.000.000   | 58,1        | 73         | 25         | 48         | 15.917                    |         | 164       | 302       | 33         |
| 1999 | 2.400.000   | 2.891.000   | 83,0        | 114        | 66         | 48         | 21.052                    |         | 88        | 140       | 63         |
| 2000 | 1.995.950   | 2.851.357   | 70,0        | 116        | 59         | 57         | 17.206                    |         | 162       | 212       | 66         |
| 2001 | 2.250.000   | 3.000.000   | 75,0        | 119        | 78         | 41         | 18.907                    |         | 103       | 212       | 68         |
| 2002 | 2.000.000   | 2.700.000   | 74,1        | 133        | 88         | 45         | 15.037                    |         | 171       | 257       | 76         |
| 2003 | 1.900.000   | 2.800.000   | 67,9        | 159        | 95         | 64         | 11.949                    |         | 155       | 221       | 90         |
| 2004 | 1.900.000   | 2.800.000   | 67,9        | 165        | 102        | 63         | 11.515                    |         | 154       | 177       | 90         |
| 2010 | 2.329.000   | 3.197.000   | 72,8        | 211        | 130        | 81         | 11.037                    |         | 167       | 260       | 99         |
| 2014 | 2.645.000   | 3.308.000   | 80,0        | 221        | 123        | 98         | 11.968                    |         | 182       | 271       | 110        |
| 2017 | 2.590.425   | 3.132.211   | 82,7        | 214        | 117        | 97         | 12.104                    |         | 222       | 363       | 112        |
| 2020 | 2.611.251   | 3.150.751   | 82,9        | 188        | 120        | 68         | 13.889                    |         | 161       | 289       | 111        |
| 2022 | 2.619.219   | 3.179.000   | 82,4        | 182        | 113        | 69         | 14.391                    |         | 169       | 355       | 111        |